# 50 cc TT
De 50 cc TT was vroeger de 50 cc-wegrace-klasse tijdens de Tourist Trophy op het eiland Man. Ze bestond niet lang; van 1962 tot 1968.

De 60 km lange Snaefell Mountain Course

## Voorgeschiedenis
Eind jaren vijftig waren races met 50 cc-machines populair in enkele Europese landen, maar niet in het Verenigd Koninkrijk. In Nederland bestond sinds 1955 en belemmering door de bromfiets-wetgeving en waren 50 cc-races verboden, maar in Duitsland, waar geen maximumsnelheid voor 50 cc-motorfietsjes bestond, waren ze populair. Daar werd in 1960 voor het eerst de 50 cc "Moto Cup" verreden. In 1961 stelde de FIM de 50 cc "Coupe d'Europe" in. Daarvoor bouwde Kreidler al speciale 50 cc-racemotoren. In 1962 werd de 50 cc-klasse toegevoegd aan het wereldkampioenschap wegrace. Daardoor kregen ook de Japanse fabrikanten interesse in deze klasse.

## 50 cc TT

### 1962
Veel Britten waren sceptisch over het toevoegen van de 50  cc-klasse aan de Isle of Man TT, maar omdat de races op het eiland Man WK-status hadden, besloot de Auto-Cycle Union de klasse toch toe te voegen. Ze reed echter maar twee ronden over de 60 km lange Snaefell Mountain Course, en daardoor was er voor het publiek van de races niet veel te zien. De techniek was echter wel interessant: naast de Kreidlers met hun 12 versnellingen kwam Honda met de RC 110, een eencilinder viertakt met vier kleppen en dubbele bovenliggende nokkenassen. Bovendien debuteerde Suzuki met de RM 62 en als coureur Ernst Degner, die eind 1961 was gevlucht uit Oost-Duitsland. Degner won ook meteen deze eerste 50 cc-TT, en zijn gemiddelde snelheid van 120,9 km/h verbaasde veel mensen. In deze race reed de eerste vrouw in een soloklasse op Man: Beryl Swain werd met een Itom 22e. 

### 1963
Vanaf 1963 moesten er drie ronden worden gereden. De Honda was nu nog spectaculairder geworden: de RC 113 was een 50 cc-tweecilinder met acht kleppen. Dat was echter niet genoeg om de Suzuki RM 63 te verslaan: Mitsuo Itō werd de eerste Japanner die een wedstrijd in de TT van Man won nadat zijn teamgenoot Degner uitgevallen was. Itō reed 126,8 km/h gemiddeld. 

### 1964
In 1964 was de Honda RC 113 nog maar een fractie langzamer dan de Suzuki RM 64. Hugh Anderson won met de Suzuki met een gemiddelde snelheid van 129,8 km/h. Dit was de eerste keer dat een 50 cc-machine op Man sneller ging van 80 mijl per uur. Andersons snelste ronde ging zelfs met 81,13 mph (130,6 km/h). Hij was uiteindelijk 1 minuut sneller dan Ralph Bryans met de Honda. 

### 1965
In 1965 begon de belangstelling voor de 50 cc-TT al af te nemen. Luigi Taveri (Honda RC 114) won vóór Hugh Anderson, maar door de natte baan haalde hij slechts een gemiddelde van 128,2 km/h.

### 1966
In 1966 maakten Luigi Taveri en Ralph Bryans (beiden op een Honda) er een spannende race van, maar door de massastart (de meeste andere klassen kenden een interval-start) moest het publiek steeds bijna een half uur wachten voordat de rijders passeerden. Bryans reed een nieuw ronderecord van 139,2 km/h en won met een racegemiddelde van 137,9 km/h.  

### 1967
In 1967 had Honda zich al teruggetrokken uit de 50- en de 125 cc-klassen. Daardoor was er in de 50 cc-klasse nog maar één kanshebber over: Suzuki. Het resulteerde in de enige TT-overwinning van Stuart Graham, 14 jaar nadat zijn vader Les zíjn enige TT-overwinning behaald had. Graham reed gemiddeld 133,4 km/h.

### 1968
In 1968 had ook Suzuki zich teruggetrokken uit het wereldkampioenschap. Hans Georg Anscheidt mocht echter zijn Suzuki RK 67 blijven gebruiken en had al twee GP's gewonnen. Hij kwam niet naar het eiland Man omdat hij het startgeld te laag vond. Ook Paul Lodewijkx (Jamathi) was niet verschenen. Dat bood Barry Smith de mogelijkheid met zijn Derbi te winnen. De rest van het veld bestond grotendeels uit Honda's, maar dat waren Honda CR 110 productieracers, terwijl toprijders als Ángel Nieto (Derbi) en Rudolf Kunz (Kreidler) uitvielen. Smith reed gemiddeld 117,3 km/h. 

## 50  cc-TT-resultaten
| Jaar | 1e                    | 2e                           | 3e                             |
| ---- | --------------------- | ---------------------------- | ------------------------------ |
| 1962 | Ernst Degner, Suzuki  | Luigi Taveri, Honda          | Tommy Robb, Honda              |
| 1963 | Mitsuo Itō, Suzuki    | Hugh Anderson, Suzuki        | Hans Georg Anscheidt, Kreidler |
| 1964 | Hugh Anderson, Suzuki | Ralph Bryans, Honda          | Isao Morishita, Suzuki         |
| 1965 | Luigi Taveri, Honda   | Hugh Anderson, Suzuki        | Ernst Degner, Suzuki           |
| 1966 | Ralph Bryans, Honda   | Luigi Taveri, Honda          | Hugh Anderson, Suzuki          |
| 1967 | Stuart Graham, Suzuki | Hans Georg Anscheidt, Suzuki | Tommy Robb, Suzuki             |
| 1968 | Barry Smith, Derbi    | Chris Walpole, Honda         | Les Griffiths, Honda           |